# Dorchester (Texas)
Dorchester város az USA Texas államában, Grayson megyében. Lakosainak száma 69 fő (2020. április 1.).

## Népesség
A település népességének változása:
| Lakosok száma | 109  | 148  | 69   |
|               | 2000 | 2010 | 2020 |